# Radostín nad Oslavou
Radostín nad Oslavou è un comune ceco situato nel distretto di Žďár nad Sázavou, nella regione di Vysočina.